# Анус людини
У людини анус (від лат. anus означає «кільце», «коло») — зовнішній отвір прямої кишки, розташований усередині міжсідничної щілини та відокремлений від статевих органів промежиною. Два сфінктери контролюють вихід калу з організму під час акту дефекації, що є основною функцією заднього проходу. Це внутрішній анальний сфінктер і зовнішній анальний сфінктер, які є круговими м'язами, які зазвичай підтримують звуження отвору та розслабляються, як того вимагає нормальне фізіологічне функціонування. Внутрішній сфінктер є мимовільним, а зовнішній — довільним. Він розташований позаду промежини, яка знаходиться позаду піхви або калитки.
Частково через вплив калу на задній прохід може впливати ряд захворювань, наприклад геморой. Анальний отвір є місцем потенційних інфекцій та інших станів, у тому числі раку (див. Анальний рак).
При анальному сексі анус може відігравати певну роль у сексуальності. Ставлення до анального сексу різне, і в деяких країнах він є незаконним. Анус часто вважається табуйованою частиною тіла і відомий під багатьма, зазвичай вульгарними, сленговими термінами. Деякі інфекції, що передаються статевим шляхом, включаючи ВІЛ/СНІД і анальні бородавки, можуть передаватися через анальний секс.

## Структура

Анатомія заднього проходу людини. Фронтальний розріз.

Анус є кінцевою частиною шлунково-кишкового тракту і безпосередньо продовжується від прямої кишки. Анус проходить через тазове дно. Анус оточений м'язами. Верх і низ заднього проходу оточені внутрішнім і зовнішнім анальними сфінктерами, двома м'язовими кільцями, які контролюють дефекацію. :397 Задній прохід по всій довжині оточений складками, званими анальними клапанами, які сходяться на лінії, відомій як гребінна лінія. Це являє собою точку переходу між задньою кишкою та ектодермою ембріона. Нижче цієї точки слизова внутрішнього заднього проходу перетворюється на шкіру. :397 Гребінна лінія також є розділом між внутрішнім і зовнішнім заднім проходом.
Анус отримує кров від нижньої прямокишкової артерії та іннервацію від нижніх прямокишкових нервів, які відгалужуються від статевого нерва.

### Мікроанатомія
Псевдошаровий стовпчастий епітелій шлунково-кишкового тракту переходить у багатошаровий плоский епітелій на пектинатній лінії. Багатошаровий плоский епітелій поступово накопичує сальні та апокринові залози. :285

### Розвиток
Під час статевого дозрівання, коли тестостерон викликає андрогенний ріст волосся на тілі, навколо заднього проходу починає з'являтися лобкове волосся. Хоча спочатку мізерний, він заповнюється до кінця статевого дозрівання, якщо не раніше. У деяких генетичних популяціях андрогенне волосся зустрічається рідше.

## Функція

### Дефекація
Внутрішньоректальний тиск зростає, коли пряма кишка наповнюється калом, притискаючи кал до стінок анального каналу. Скорочення м'язів черевної порожнини і тазового дна можуть створювати внутрішньочеревний тиск, що ще більше підвищує внутрішньопрямий тиск. Внутрішній анальний сфінктер (мимовільний м'яз) реагує на тиск, розслабляючись, таким чином дозволяючи фекаліям потрапити в канал. Пряма кишка скорочується, коли фекалії виштовхуються в анальний канал, а перистальтичні хвилі виштовхують кал з прямої кишки. Розслаблення внутрішнього та зовнішнього анального сфінктерів дозволяє фекаліям виходити з заднього проходу, нарешті, коли м'язи, що підіймають анальний отвір, підтягують задній прохід над вихідним калом.

## Клінічне значення

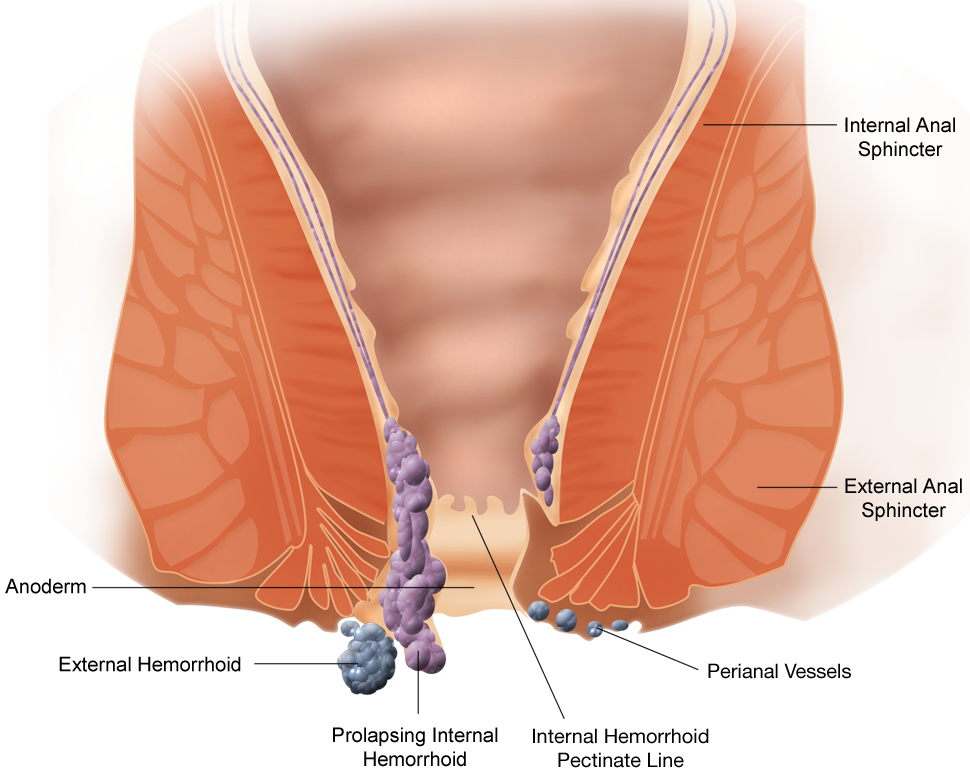
Зображення заднього проходу, ураженого гемороєм. Видно гребінцеву лінію, яка відокремлює внутрішній анус від зовнішнього.

Анальні тріщини — це розриви зовнішньої оболонки (слизової) заднього проходу. Вони надзвичайно болючі, коли біль виникає після виконання руху; інші симптоми можуть включати незначну кровотечу, виділення або свербіж. Як правило, тріщини виникають через пошкодження слизової оболонки або через погане місцеве кровопостачання, що перешкоджає належному загоєнню, що сприяє спазму зовнішнього анального сфінктера. Зовнішній анальний сфінктер можна розслабити за допомогою кремів з гліцерилтринітратом, а запори можна усунути за допомогою проносних засобів і покращення гідратації. Для деяких тріщин може знадобитися ін'єкція ботулотоксину; у гірших випадках може знадобитися хірургічне втручання, наприклад «бічна внутрішня анальна сфінктеротомія або прогресуюча анопластика».
Геморой — це видимі кровоносні судини з внутрішнього або зовнішнього венозного сплетення заднього проходу. Геморой може; викликають кровотечу після проходження руху; бути болючим; викликати свербіж; або prolapse з заднього проходу. Геморой часто пов'язаний з напругою через запор і вагітністю. Зазвичай геморой лікують препаратами, які роблять рухи м'якшими та запобігають напруженню під час запору. Для лікування деяких гемороїдальних вузлів потрібна хірургічна операція, яка може включати накладення пов'язки навколо геморою, щоб припинити кровопостачання; або хірургічне висічення.
Інший
- Свищ
- Вроджені дефекти, включаючи перфорацію, стеноз, кісту хвостової кишки

### Інфекції
Анальні абсцеси зазвичай виникають внаслідок інфікування нормальних залоз заднього проходу або іноді через хворобу Крона. Зазвичай вони виникають з боків від сфінктерів, а також між внутрішнім і зовнішнім сфінктерами, або на поверхні, або глибше. Вони можуть збільшуватися, збільшуючись у напрямку прямої кишки, що призводить до аномального з'єднання, яке називається аноректальною фістулою. Зазвичай вони лікуються хірургічним дренажем і антибіотиками.
Додатковий
- Інфекції, що передаються статевим шляхом
- Анальні бородавки, також звані анальними кондиломами

### Рак
Анальний рак, також званий «анальна карцинома», і анальна інтраепітеліальна неоплазія.

### Сверблячка, нетримання сечі й запори
Сверблячка може вражати область заднього проходу. Найчастіше це пов'язано з тривалим впливом фекалій на задній прохід, причинами якого є захворювання заднього проходу, таких як геморой, свищі та тріщини; погана гігієна або хронічна діарея; місцеві інфекції, такі як солітер і молочниця; або захворювання шкіри, такі як псоріаз і контактний дерматит. Якщо визначено конкретну причину, її можна лікувати, щоб полегшити свербіж. В іншому випадку лікування включає утримання ділянки в чистоті та сухості, припинення використання місцевих кремів і мазей, а також потенційно об'ємних проносних засобів, щоб зменшити ймовірність фекалійного забруднення.
Пошкодження або ушкодження анального сфінктера (у важкіших випадках — лущення анального отвору) внаслідок пошкодження під час операції, наприклад в області промежини, або в результаті анального сексу; може призвести до газоутворення та/або нетримання калу, хронічного запору та мегаколону.

## Суспільство і культура

### Сексуальність
Анальний отвір має відносно високу концентрацію нервових закінчень і може бути ерогенною зоною, яка може зробити анальний статевий акт приємним, якщо його виконувати належним чином. Пудендальний нерв, який живить зовнішній анальний сфінктер, також розгалужується до дорсального нерва клітора та дорсального нерва статевого члена.
Окрім нервових закінчень, задоволення від анального статевого акту може сприяти близьке розташування анального отвору та передміхурової залози у чоловіків, а також піхви, ніжок клітора та анальної області у жінок. Це відбувається через непряму стимуляцію передміхурової залози та піхви або ніжок клітора. Для партнера-чоловіка, що вставляє, стиснення ануса може бути джерелом задоволення через тактильний тиск на пеніс. Задоволення від заднього проходу також можна отримати за допомогою анальної мастурбації, пальців, фейссидінгу, анілінгуса та інших проникних і непроникних дій. Анальне розтягування або фістинг для деяких приємні, але це створює більш серйозну загрозу пошкодження через навмисне розтягування анальних і ректальних тканин; його травми включають розриви анального сфінктера та перфорацію прямої та сигмоподібої кишки (ректосигмовидної), що може призвести до смерті. Змащення та презервативи вважаються необхідністю під час анального сексу, а також повільного та обережного проникнення.
Інколи анальний статевий акт називають содомією або жорстокістю, і в багатьох правових системах він вважається табу. Це було і в деяких юрисдикціях продовжує залишатися злочином, який передбачає суворе покарання.

### Гігієна
Для профілактики захворювань заднього проходу  та для сприяння загальній гігієні люди часто очищають зовнішню частину заднього проходу після спорожнення кишки. З цією метою часто використовується полоскання водою з біде або протирання туалетним папером, хоча практики анального очищення значно відрізняються в різних культурах.

### Косметика
Гоління, стрижка, депіляція (видалення волосся) або бразильська воскова епіляція можуть очистити промежину від волосся.
Відбілювання анального каналу — це процес освітлення заднього проходу і промежини.
Справжній анальний пірсинг зустрічається рідко, оскільки він може заважати функціонуванню заднього проходу. Поверхневий пірсинг промежини простіше в догляді і набагато більш поширений.